# 路易吉·塞拉菲尼 (藝術家)
路易吉·塞拉菲尼（義大利語：Luigi Serafini，1949年8月4日）是一位在羅馬出生的義大利藝術家、建築師兼工業設計師。塞拉菲尼寫本是他最有名的作品，那是一本共360頁、附有插圖與無法解讀文字的百科全書，1981年於米蘭出版。